# Lama clip-point

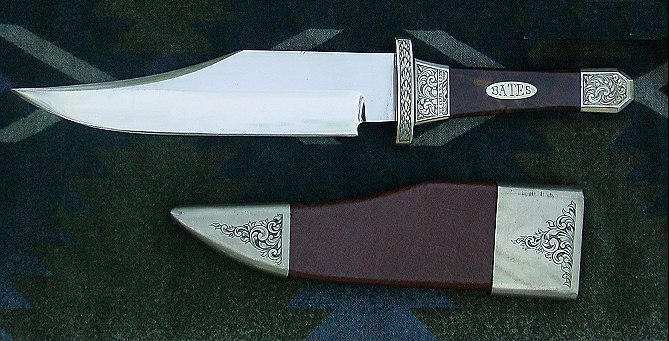
Un Bowie, chiaro esempio di lama clip-point

La lama clip-point è una delle tre forme di lame usate comunemente, assieme alla drop-point e spear-point. Tale tipo di lama ha la caratteristica di avere un terzo di lama tagliata "clipped". Tale "mancanza" può avere sagoma con estremità da dritta a concava.

## Descrizione
Tradizionalmente, il dorso o a parte non affilata di un coltello inizia dal manico e prosegue fino a un terzo o quarto della lunghezza. Il dorso lama poi inizia a divenire più fine in modo lineare o ricurvo verso un punto che può essere sopra, sotto, o in linea con l'asse longitudinale della lama. Il dorso lama "clipped" può essere con tagliente.

## Storia
La lama clip-point risale come disegno all'epoca dei macedoni, dove esemplari di coltelli del periodo età del rame scoperti all'estuario del Drin Nero.  Varianti sono il tipo California, che usa un clip molto esteso in lunghezza, e il tipo turco con l'estremità ricurva. Una delle lame tipiche clip-point è il Bowie knife.

## Caratteristiche
La forma clip-point permette una veloce e più profonda azione di affondo (la lama è più fine all'apice). La drop-point ha un affondo meno profondo data la sua larghezza all'apice. La lama drop-point permette un maggior controllo in fase di taglio e miglior "drawn out" (incisione). La lama clip-point è più debole della lama spear-point, e quest'ultima viene favorita per i coltelli da lancio, come i pugnali.